# Thesea pulchra
Thesea pulchra is een zachte koraalsoort uit de familie Plexauridae. De koraalsoort komt uit het geslacht Thesea. Thesea pulchra werd voor het eerst wetenschappelijk beschreven door Nutting. 